# کامران خان
کامران خان (انگلیسی: Kamran Khan؛ زادهٔ ۲۳ مارس ۱۹۸۵) بازیکن فوتبال اهل پاکستان بود.
وی همچنین در تیم ملی فوتبال پاکستان بازی کرده است.